# Второй футур
Futur II (также Perfekt Futur) —  это сложное будущее время, одно из шести времён немецкого языка. На сегодняшний день данная форма является редко употребимой в разговорной и письменной речи, хотя играет важную роль —  Futur II выражает законченное действие в будущем времени.

## Образование Futur II
Futur II состоит из смыслового и вспомогательного глаголов. Формула: werden + Infinitiv II. Это связывает его с Futur I, в котором смысловой глагол стоит в форме первого инфинитива. В активном залоге двух наклонений — Indikativ и Konjunktiv — используются соответственно вспомогательный глагол в формах Präsens и Präsens Konjunktiv:
- Ich werde alles getan haben — Я всё сделаю (всё будет сделано).
- Nächsten Sommer werde ich meinen Führerschein gemacht haben — В следующее лето я уже сделаю себе водительские права.